# مژدورچنسک، اوبلاست کمروو
شهر مژدورچنسک، اوبلاست کمروو (به روسی: Междуреченск) در کشور روسیه و در اوبلاست کمروو واقع شده‌است.